# Tatuus FR2000
Tatuus FR2000 är en formelbil tillverkad av italienska Tatuus sedan år 2000. Bilen, som sålts i över 850 exemplar, används i minst 16 olika Formel Renault 2.0-mästerskap.

## Historia
År 1999 fick Tatuus uppdrag av Renault att bygga en formelbil till deras tvåliters Formel Renault-mästerskap. Tatuus byggde då Tatuus FR2000, som använts sedan år 2000. År 2010 började dock de lite större mästerskapen byta ut dessa bilar mot Barazi-Epsilon FR2.0.

## Teknisk data

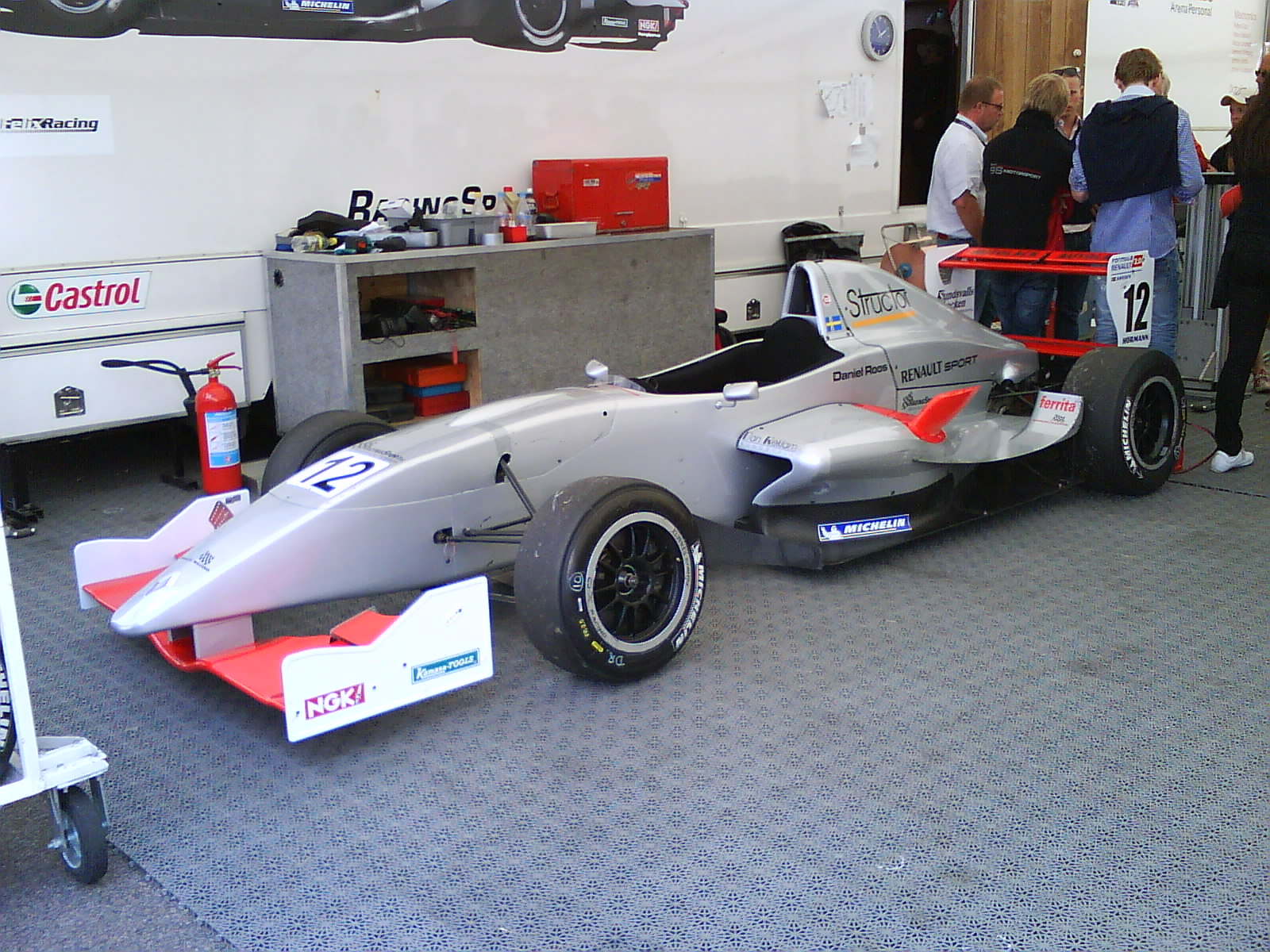
Tatuus FR2000.

| Motor:                  | 4-cylindrig V-motor, 16 ventiler                   |                       |          |          |
| Motorleverantör:        | Renault                                            |                       |          |          |
| Elektronik:             | Magneti Marelli                                    |                       |          |          |
| Max effekt vid varvtal: | 190 hk                                             |                       |          |          |
| Växellåda:              | Sadev 6-växlad sekventiell, LSD-differential       |                       |          |          |
| Hjulupphängning, fram:  | Push rod                                           | Push rod              | Push rod | Push rod |
| Hjulupphängning, bak:   | Push rod                                           | Push rod              |          |          |
| Stötdämpare:            | Oram                                               | Oram                  |          |          |
| Fjädrar:                | Eibach 58 mm x 140 mm                              | Eibach 58 mm x 140 mm |          |          |
| Bromsar:                | Alcon                                              |                       |          |          |
| Paddlar:                | Ferodo                                             |                       |          |          |
| Fälgar:                 | O.Z. Fram: 8x13, Bak: 108x13 centrumbult aluminium |                       |          |          |
| Däck:                   | Michelin Fram: 16/53R13, Bak: 23/57R13             |                       |          |          |
| Chassi & kaross:        | Kolfibermonokock                                   |                       |          |          |
| Hjulbas:                | 2645 mm                                            |                       |          |          |
| Bredd, fram:            | 1434 mm                                            |                       |          |          |
| Bredd, bak:             | 1318 mm                                            |                       |          |          |
| Vikt:                   | 560 kg (inkl. förare)                              |                       |          |          |